# Dinastia XXVI d'Egipte

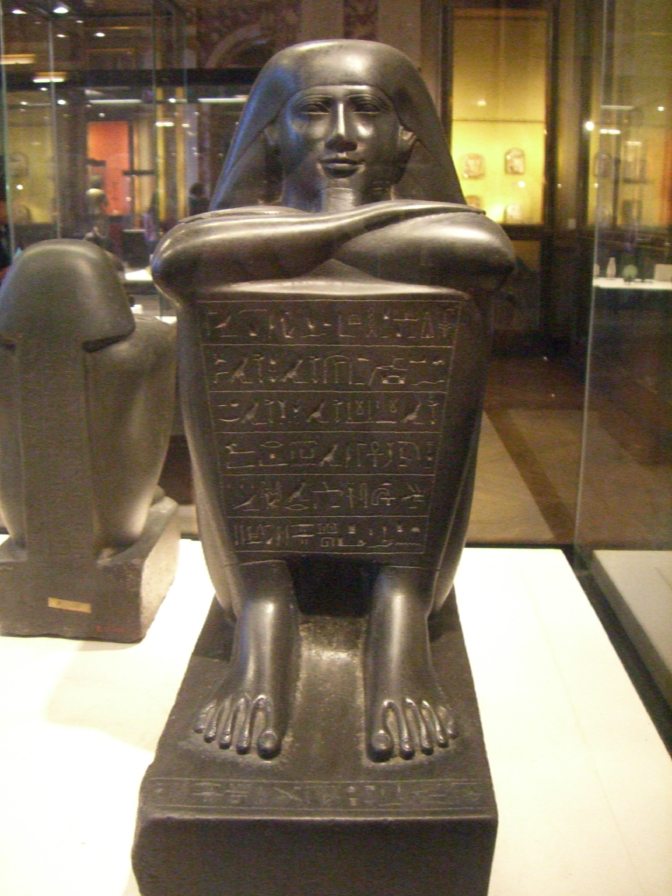
"Estàtua cub" de Padishahdedet. Louvre.

La dinastia XXVI, també anomenada dinastia saïta pel fet de tenir la seva capital a Sais, va ser l'última dinastia nativa que va governar Egipte abans de la conquesta persa. El seu període de govern transcorre del 664 al 525 aC i es considera l'inici del període tardà d'Egipte (configuren aquest període les dinasties XXVI, XXVII, XXVIII, XXIX, XXX i XXXI).

## Història
Té els seus orígens en la dinastia XXIV. Psamètic I era el besnet de Bakenrenef, i en continuar la invasió assíria durant els regnats de Taharqa i Tanutamon, va ser reconegut com a únic rei de tot Egipte.
Mentre els governants de l'Imperi Assiri estaven ocupats en rebel·lions i guerres civils per mantenir el tron, Psamètic formalitzà una aliança amb Giges, rei de Lídia, i va allistar mercenaris de Cària i Grècia per repel·lir els atacs assiris.
Amb el saqueig de Nínive a 612 aC i la caiguda de l'Imperi Assiri, Psamètic II i els seus successors van intentar aconseguir el domini egipci a les regions de l'Orient Pròxim, però van ser rebutjats pels babilonis sota Nabucodonosor II. Amb l'ajuda de mercenaris grecs, Apries va ser capaç de contenir les temptatives babilòniques de conquesta, però els perses van prendre Egipte, i el seu rei Cambises II va dur Psamètic III encadenat a Susa.

## Faraons de la dinastia XXVI d'Egipte

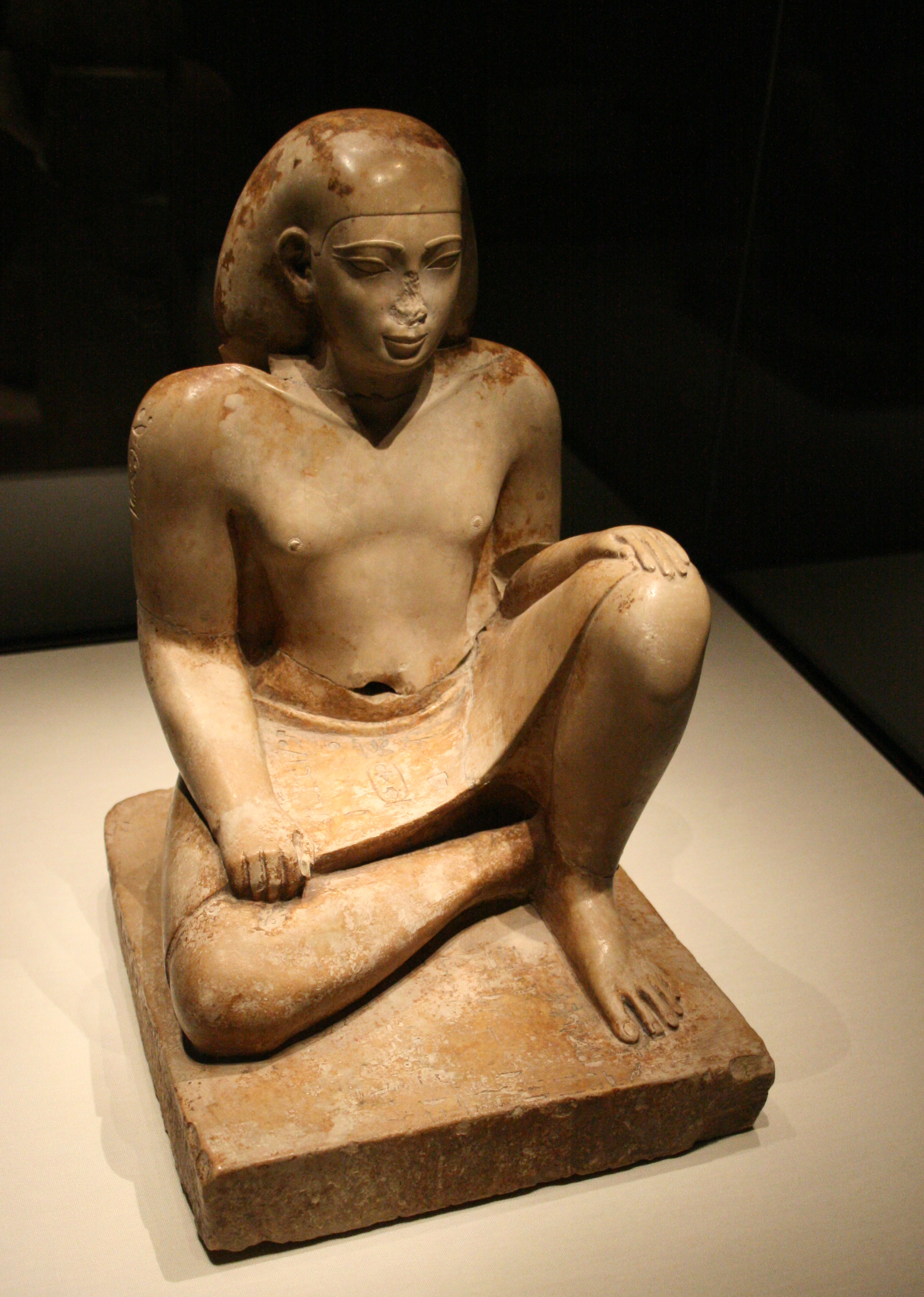
Escultura de l'oficial Bes. Museu Calouste Gulbenkian, Lisboa.

| Nom comú     | Nom de Nesut-Bity | Nom de Sa-Ra | Comentaris              | Regnat     |
| ------------ | ----------------- | ------------ | ----------------------- | ---------- |
| Necó I       | Menjeperra        | Nekau        |                         | 672-664 aC |
| Psamètic I   | Uahibra           | Psametiko    | Inici del període tardà | 664-610 aC |
| Necó II      | Uhemibra          | Nekau        |                         | 610-595 aC |
| Psamètic II  | Neferibra         | Psametiko    |                         | 595-589 aC |
| Apries       | Haaibra           | Uahibra      |                         | 589-570 aC |
| Amosis II    | Jenemibra         | Ahmose       |                         | 570-526 aC |
| Psamètic III | Anjkaenra         | Psametiko    |                         | 526-525 aC |

## La dinastia XXVI en els textos antics
Segons Manethó, en la versió de Jordi Sincel·le: " La dinastia XXVI va consistir en nou reis de Sais  ...  Necó va prendre Jerusalem i va portar captiu el rei Joahaz a Egipte  ...  Quan Jerusalem va ser presa pels assiris, els jueus supervivents es van refugiar al costat d'Uafris  "
Transcripció dels noms dels governants saítes en els epítoms de Manetó:
| Nom comú       | Juli Africà (Versió de Sincel·le) | Anys  | Eusebi de Cesarea (Versió de Sincel·le) | Anys | Eusebi de Cesarea (Versió armènia) | Anys | Període de regnat |
| Ameres l'etíop | (omès)                            | -     | Ammeris l'etíop                         | 12   | Ameres l'etíop                     | 18   | 697-685 aC        |
| Stefinatis     | Stefinates                        | 7     | Stefinatis                              | 7    | Stefinates                         | 7    | 685-678 aC        |
| Nekhepsos      | Nekhepsos                         | 6     | Nekhepsos                               | 6    | Nekepsos                           | 6    | 678-672 aC        |
| Necó I         | Necó                              | 8     | Necó                                    | 8    | Necó                               | 8    | 672-664 aC        |
| Psamètic I     | Psamètic                          | 54    | Psamètic                                | 45   | Psamètic                           | 44   | 664-610 aC        |
| Necó II        | Necó II                           | 6     | Necó II                                 | 6    | Necó                               | 6    | 610-595 aC        |
| Psamètic II    | Psammutis II                      | 6     | Psammutis o Psammètic                   | 17   | Psamutes o Psammètic               | 17   | 595-589 aC        |
| Apries         | Uafris                            | 19    | Uafris                                  | 25   | Uafres                             | 25   | 589-570 aC        |
| Ahmose II      | Amosis                            | 44    | Amosis                                  | 42   | Amosis                             | 42   | 570-526 aC        |
| Psamètic III   | Psammekherites                    | 6 mes | (omès)                                  | -    | (omès)                             | -    | 526-525 aC        |

## Cronologia de la dinastia XXVI
Cronologia estimada:
- Primer faraó: Psamètic I, c. 664-610 aC
- Darrer faraó: Psamètic III, c. 526-525 aC